# Władimir Suchodolski
Władimir Nikołajewicz Suchodolski (ros. Владимир Николаевич Суходольский, ur. 24 kwietnia?/7 maja 1907 w Tule, zm. 30 maja 1966) – funkcjonariusz radzieckich służb specjalnych, generał major.

## Życiorys
W 1918 skończył szkołę podstawową w Tule, a 1931 wieczorowy fakultet robotniczy w Tule, od sierpnia 1931 do marca 1932 studiował w Moskiewskim Instytucie Lotniczym, a od marca 1932 do czerwca 1935 w Instytucie Mechanicznym w Tule. Od stycznia 1927 był członkiem WKP(b), od czerwca 1935 do marca 1938 pracował jako inżynier-technolog, szef działu i przewodni konstruktor warsztatu w tulskiej fabryce. Od marca do lipca 1938 słuchacz Centralnej Szkoły NKWD ZSRR, później pełnomocnik operacyjny Wydziału 8 Zarządu 1 NKWD ZSRR, od października 1938 do 1 maja 1939 pełnomocnik operacyjny i zastępca szefa Oddziału 5 Wydziału 2 Głównego Zarządu Ekonomicznego NKWD ZSRR, od 1 maja 1939 do sierpnia 1940 zastępca szefa Wydziału 1 Głównego Zarządu Ekonomicznego NKWD ZSRR. 7 czerwca 1939 mianowany starszym porucznikiem, a 14 marca 1940 kapitanem bezpieczeństwa państwowego. Od 22 października 1940 do marca 1941 zastępca szefa Wydziału Ekonomicznego NKWD Estońskiej SRR, od 22 kwietnia do 31 lipca 1941 szef Zarządu NKGB obwodu tulskiego, od 31 lipca 1941 do 7 maja 1943 szef Zarządu NKWD obwodu tulskiego, 4 stycznia 1942 awansowany na majora, a 14 lutego 1943 komisarza bezpieczeństwa państwowego. Od 7 maja 1943 do 24 października 1946 szef Zarządu NKGB/MGB obwodu tulskiego, od 9 lipca 1945 generał major, od 24 października 1946 do 5 listopada 1951 szef Zarządu MGB obwodu woroneskiego, od 5 listopada 1951 do 18 czerwca 1953 starszy doradca MGB/MWD ZSRR przy Ministerstwie Spraw Wewnętrznych Bułgarii. Od 20 lipca 1953 do lipca 1955 starszy doradca MWD/KGB ZSRR przy MSW Bułgarii, od sierpnia 1955 do lutego 1956 w dyspozycji Zarządu Kadr KGB ZSRR, 9 lutego 1956 zwolniony z powodu choroby. 3 września 1957 pozbawiony stopnia generalskiego, 1957 wykluczony z partii.
W latach 1939–1940 był w "delegacji operacyjnej" w Białoruskiej SRR, rozkazem NKWD ZSRR z 7 marca 1940 został wyznaczony na członka "trójki" przy Zarządzie NKWD obwodu białostockiego do wysiedlania rodzin jeńców i aresztowanych Polaków. Od 13 lipca do 25 października 1944 delegowany służbowo do Litewskiej i Łotewskiej SRR; podczas powrotu z delegacji służbowej 25 października 1944 został kontuzjowany w wypadku samochodowym.

## Odznaczenia
- Order Wojny Ojczyźnianej I klasy (21 kwietnia 1945)
- Order Czerwonej Gwiazdy (dwukrotnie - 2 maja 1942 i 25 czerwca 1954)
- Order „Znak Honoru” (20 września 1943)
- Odznaka "Zasłużony Funkcjonariusz NKWD" (27 kwietnia 1940)

I 4 medale.